# Billsbro
Billsbro är en by i Västra Vingåkers socken, Vingåkers kommun.
Billsbro omtalas i dokument första gången 1379 då Peter i Billsbro ("pätär j bilzbro") var faste vid häradstinget, 1458 omtalas en Peter Johansson i Billsbro som vittne vid en jordstrasaktion. 1543 var Olof i Billsbro en av fyra sändebud från Oppunda härad som i Stockholm framfört häradsallmogens önskemål om tiondet med mera till Gustav Vasa. 1500-talets jordeböcker upptar Billsbro om två mantal skatte, och ett mantal kronojord, som från 1557 räknas som skatte. Vidare fanns här en skattekvarn, 1557 upptas två kvarnar.
Namnet kommer från det fornsvenska mansnamnet Bilder, som troligen låtit slå en bro över Vingåkersån här. Under slutet av 1500- och början av 1600-talet upptogs avgärda hemmanen Stugutorp, Lönntorp, Smedstorp, Sandäng och Snåret på Billsbro skogsmark. Nyköpingsborgaren Håkan Andersson lät 1629 anlägga ett järnbruk om en stångjärnshammare och två härdar vid Billsbro mellangård. Han erhöll skattefrihet till 1638 men bruket råkade därefter i förfall och var nedlagt till 1661, då det utarrenderades till rådmannen och senare borgmästaren i Nyköping Karl Larsson. 1667 sålde hans arvingar bruket till kommissarien Lars Månsson, och efter hans död kom till handelshuset Willemoth, som även ägde Spånga bruk. Det såldes 1776 till Christian Eberstein i Norrköping. Bruket lades ned 1850, och ägdes då av J. Tornberg.